# فم‌الحوت
فُم‌الحوت (انگلیسی: Fomalhaut) یا دهان ماهی (هَفتُرَنگ یا هَستُرَنگ در فارسی میانه)، (آلفا ماهی جنوب، α PsA) ستارهٔ جوان و درخشانی در فاصلهٔ ۲۵ سال نوری و در صورت فلکی ماهی جنوب است. نام فم‌الحوت از زبان عربی گرفته شده و به معنی «دهان ماهی» می‌باشد. نام لاتین و انگلیسی آن هم از همین کلمه عربی رفته شده است.
با تلسکوپ فضایی هابل، حلقه‌ای از غبار در اطراف فم‌الحوت دیده‌شده که با نور آن روشن شده‌است. این ستاره در فرهنگ و دین زردشتی ایران باستان از اهمیت گسترده‌ای برخوردار بوده و نمایان زمستان در اختربینی ایرانیان باستانی می‌بوده‌است. این ستاره در میان چهار ستارگان سلطنتی از مهمترین ستارگان آسمان پنداشته می‌شده‌است.
ستارهٔ دهان ماهی برای ستاره‌شناسان عرض‌های بالایی کرهٔ زمین چندان شناخته شده نیست زیرا مدت رخ‌نمایی آن در نیمکرهٔ شمالی کوتاه است.
در مدت رخ‌نمایی، ستارهٔ درخشان دیگری در آسمان جنوبی وجود ندارد، از این‌رو شناسایی این ستاره در آسمان دشوار نیست.
طیف آن از نوع A3 V و قدر آن ۲٫۱ است. فم‌الحوت تنها ستارهٔ قدر اول در این قسمت از آسمان می‌باشد، و این نیز پیدا کردنش آن را آسان می‌سازد. فاصلهٔ آن تا ما ۲۲ سال نوری برآورد می‌گردد، و یکی از ستارگان نزدیک به سامانهٔ خورشیدی به‌شمار می‌آید.
فم‌الحوت در زمینهٔ پژوهش سیاره‌های فراخورشیدی جایگاه مهمی دارد زیرا نخستین سیارهٔ فراخورشیدی که با طول موج‌های مرئی تصویربرداری شد (فم‌الحوت بی) در سامانهٔ این ستاره قرار دارد.